# Blauer See (Hüttenrode)
Der Blaue See ist ein künstlicher See zwischen Hüttenrode und Rübeland im Harz, unweit der Bundesstraße 27. Der See ist im Rahmen der Bergbauaktivitäten in dieser Region entstanden.

## Geologie und Entstehung des Sees
In dem seit 1885 betriebenen Kalksteinbruch Am Garkenholz wurde Kalkstein zur Branntkalkherstellung abgebaut. Reste eines in unmittelbarer Seenähe befindlichen Ringofens sind Zeugen dieses Kalksteinabbaus. Der ebenfalls hier vorhandene Schachtofen wurde komplett abgebrochen. An den Steinbrüchen Am Garkenholz wurden an der Südflanke des Braunesumpf-Vulkanaufbruchs im Übergang zur Hüttenröder Mulde mittel- bis oberdevonische Riffkalksteine abgebaut. Die nach Ost bis Nordost einfallenden Riffschutt- und Lagunenkalksteine sind partiell, so etwa am Auslauf des Sees, mit Hämatit vererzt. Im östlichen Steinbruchbereich sind die Kalksteine tektonisch stark beansprucht und intensiv verkarstet. In vorhandene Spalten sind in Form von oberdevonischen bis unterkarbonischen Neptunischen Gängen jüngere, pelagische Kalksteine eingelagert. Am oberen Steinbruchrand sind mit tertiären Lehmen verfüllte Karsthohlräume aufgeschlossen. Die hier abgebauten Kalksteine sind durch einen durchschnittlich sehr hohen Calciumcarbonat-Gehalt (>96 %) gekennzeichnet. Der Hauptabbau wurde nach dem Zweiten Weltkrieg eingestellt und die Kalkasche in das Tagebaurestloch verfüllt. Im Jahr 1955 wurde dann der Abbau endgültig stillgelegt und die Produktionsanlagen sukzessiv zurückgebaut.
Der eigentliche bis 6 Meter tiefe See wird durch mehrere Karstquellen gespeist. Das Wasser ist an Calcium übersättigt, so dass sich Calciumcarbonat ausscheidet und Schwebstoffe und Algen umkrustet, so dass sie zu Boden sinken. Aufgrund des sauberen Wassers erscheint der See im Frühjahr leuchtend blau. Im Sommer färbt sich das Wasser infolge des Nachlassens der Schüttungsmenge der Quellen und des Überhandnehmens von Schwebstoffen und Algen grün. In Sommer und Herbst versickert das Wasser durch Risse im Kalkuntergrund, so dass der See zum Winter hin zuweilen austrocknet, im Frühjahr füllt er sich dann wieder mit Wasser und der Zyklus beginnt von vorn.

## Schutzstatus und geotouristische Nutzung
Der Blaue See liegt im Landschaftsschutzgebiet Harz und nördliches Harzvorland sowie im Naturpark Harz. Er wurde vom Landesamt für Geologie und Bergwesen als wertvolles Geotop (Nr. 4231/2) eingestuft und wird heute geotouristisch genutzt. In der Nähe des Sees, der auch ein Geopunkt im Geopark Harz – Braunschweiger Land – Ostfalen. ist, wurde eine Informationstafel aufgestellt.

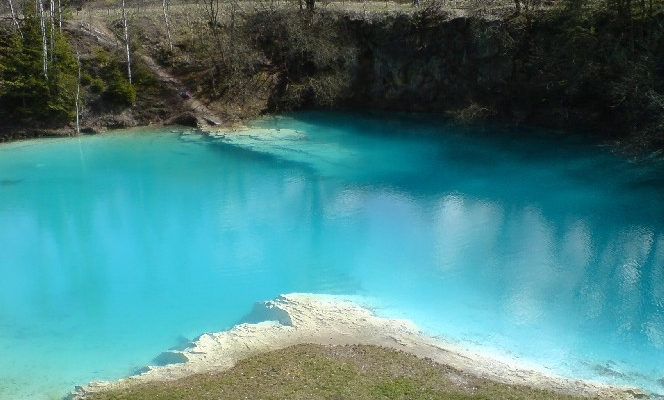
Der blaue See im Frühjahr
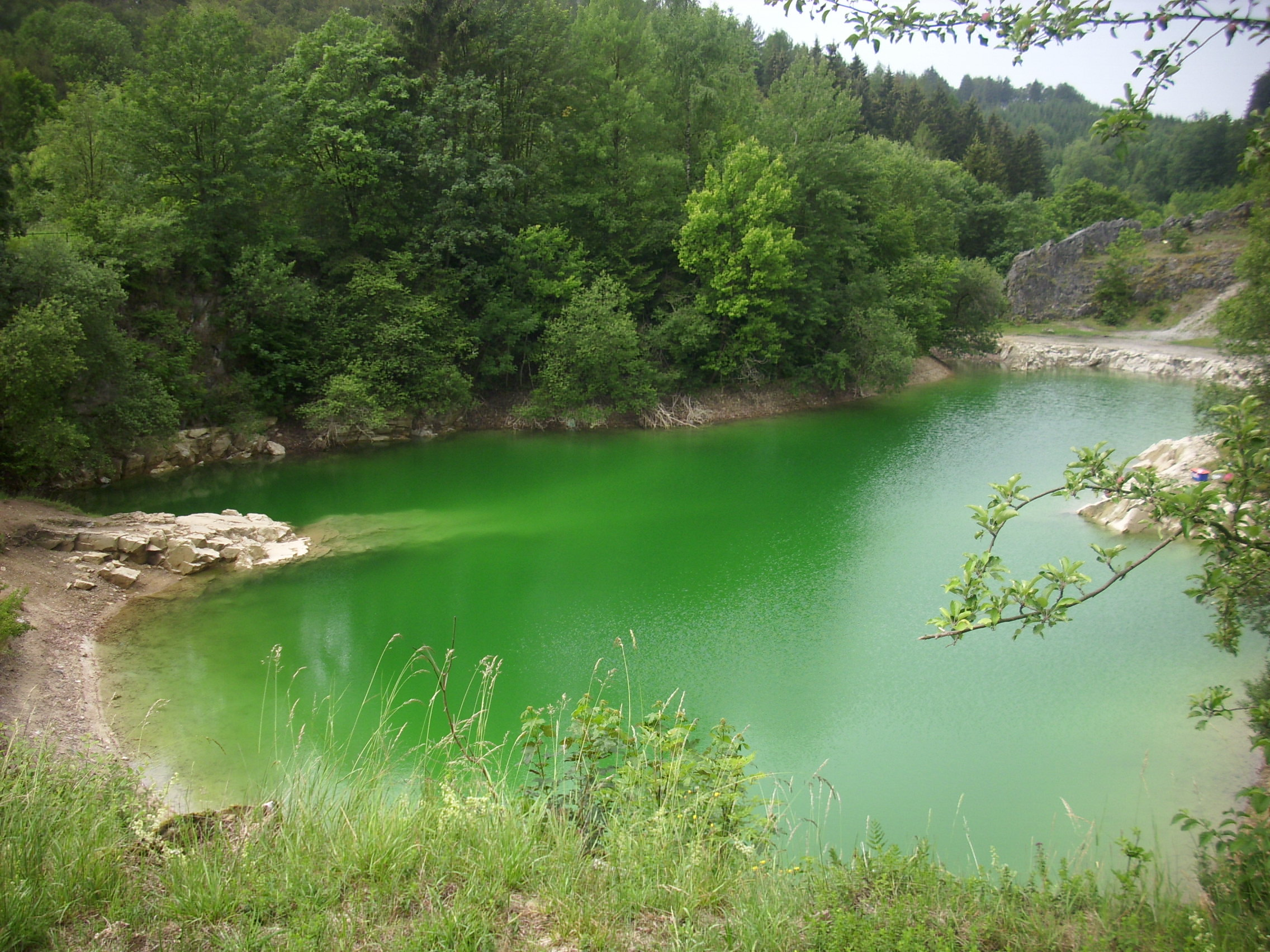
See im Sommer
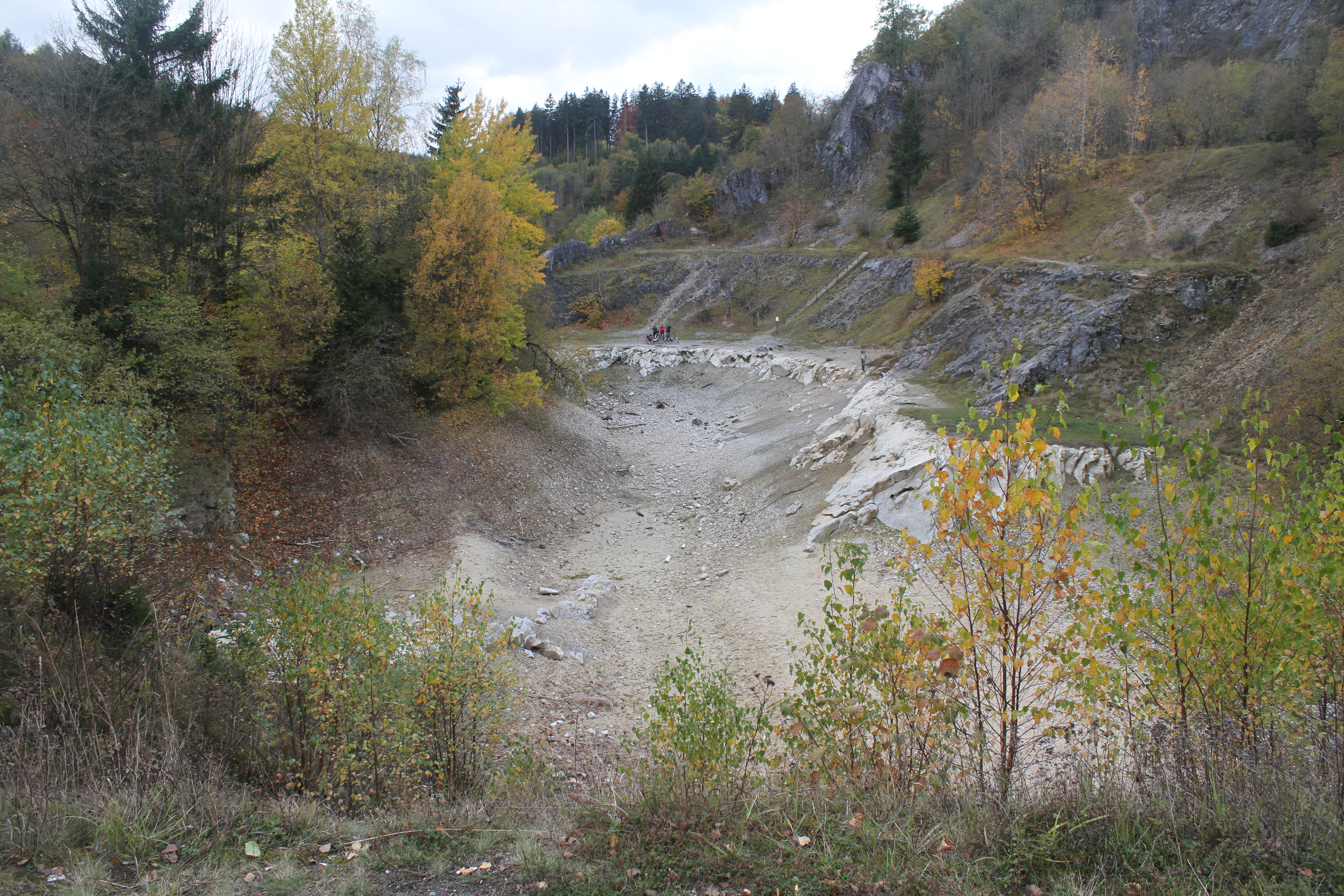
Ausgetrockneter See im Herbst
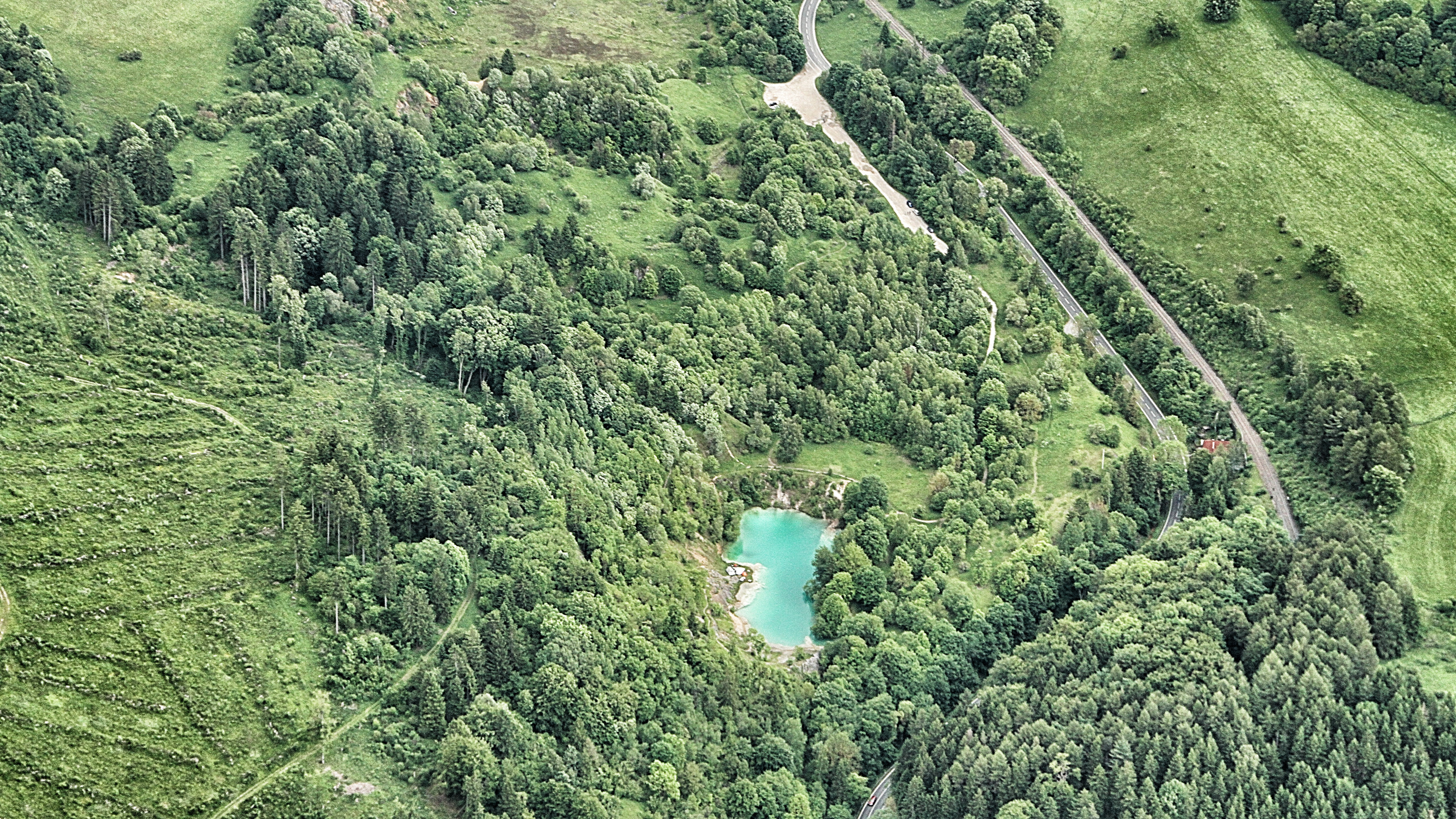
Luftbild des blauen Sees im Juni 2013